# Saint-Hostien
Saint-Hostien (Sant Ostian en occitan) est une commune française située dans le département de la Haute-Loire, en région Auvergne-Rhône-Alpes.

## Géographie
Saint-Hostien est une commune rurale de montagne située au centre de l'ancienne province du Velay, aujourd'hui dans le département de la Haute-Loire, dans le Massif central, sur le plateau du  Meygal.
L'altitude de la municipalité s'étend de 747 à 1 204 mètres, sa mairie se trouvant à 839 mètres. Le bourg est dominé par le mont Pidgier, et est traversé par la RN 88 reliant Le Puy-en-Velay à Saint-Étienne.

### Localisation
La commune de Saint-Hostien se trouve dans le département de la Haute-Loire, en région Auvergne-Rhône-Alpes.
Elle se situe à 16 km par la route du Puy-en-Velay, préfecture du département, et à 7 km de Saint-Julien-Chapteuil, bureau centralisateur du canton d'Emblavez-et-Meygal dont dépend la commune depuis 2015 pour les élections départementales.
Les communes les plus proches sont : 
Le Pertuis (2,8 km), Saint-Pierre-Eynac (3,0 km), Saint-Étienne-Lardeyrol (3,7 km), Queyrières (4,0 km), Saint-Julien-Chapteuil (4,3 km), Blavozy (5,7 km), Bessamorel (6,2 km), Malrevers (7,0 km).
| Rosières                | Le Pertuis         |            |
| Saint-Étienne-Lardeyrol | Saint-Hostien      | Queyrières |
|                         | Saint-Pierre-Eynac |            |

### Climat
Pour des articles plus généraux, voir Climat d'Auvergne-Rhône-Alpes et Climat de la Haute-Loire.
En 2010, le climat de la commune est de type climat de montagne, selon une étude du Centre national de la recherche scientifique s'appuyant sur une série de données couvrant la période 1971-2000. En 2020, Météo-France publie une typologie des climats de la France métropolitaine dans laquelle la commune est exposée à un climat de montagne ou de marges de montagne et est dans la région climatique Sud-est du Massif Central, caractérisée par une pluviométrie annuelle de 1 000 à 1 500 mm, minimale en été, maximale en automne.
Pour la période 1971-2000, la température annuelle moyenne est de 8,6 °C, avec une amplitude thermique annuelle de 16,1 °C. Le cumul annuel moyen de précipitations est de 928 mm, avec 9,2 jours de précipitations en janvier et 6,7 jours en juillet. Pour la période 1991-2020, la température moyenne annuelle observée sur la station météorologique de Météo-France la plus proche, « Le Pertuis_sapc », sur la commune du Pertuis à 3 km à vol d'oiseau, est de 8,7 °C et le cumul annuel moyen de précipitations est de 918,7 mm,. Pour l'avenir, les paramètres climatiques de la commune estimés pour 2050 selon différents scénarios d'émission de gaz à effet de serre sont consultables sur un site dédié publié par Météo-France en novembre 2022.

## Urbanisme

### Typologie
Au 1er janvier 2024, Saint-Hostien est catégorisée commune rurale à habitat dispersé, selon la nouvelle grille communale de densité à sept niveaux définie par l'Insee en 2022.
Elle est située hors unité urbaine. Par ailleurs la commune fait partie de l'aire d'attraction du Puy-en-Velay, dont elle est une commune de la couronne,. Cette aire, qui regroupe 59 communes, est catégorisée dans les aires de 50 000 à moins de 200 000 habitants,.

### Occupation des sols
L'occupation des sols de la commune, telle qu'elle ressort de la base de données européenne d’occupation biophysique des sols Corine Land Cover (CLC), est marquée par l'importance des territoires agricoles (66,9 % en 2018), en diminution par rapport à 1990 (70,8 %). La répartition détaillée en 2018 est la suivante : 
prairies (35,4 %), zones agricoles hétérogènes (31,5 %), forêts (27,1 %), zones urbanisées (4,1 %), milieux à végétation arbustive et/ou herbacée (1,9 %). L'évolution de l’occupation des sols de la commune et de ses infrastructures peut être observée sur les différentes représentations cartographiques du territoire : la carte de Cassini (XVIIIe siècle), la carte d'état-major (1820-1866) et les cartes ou photos aériennes de l'IGN pour la période actuelle (1950 à aujourd'hui).

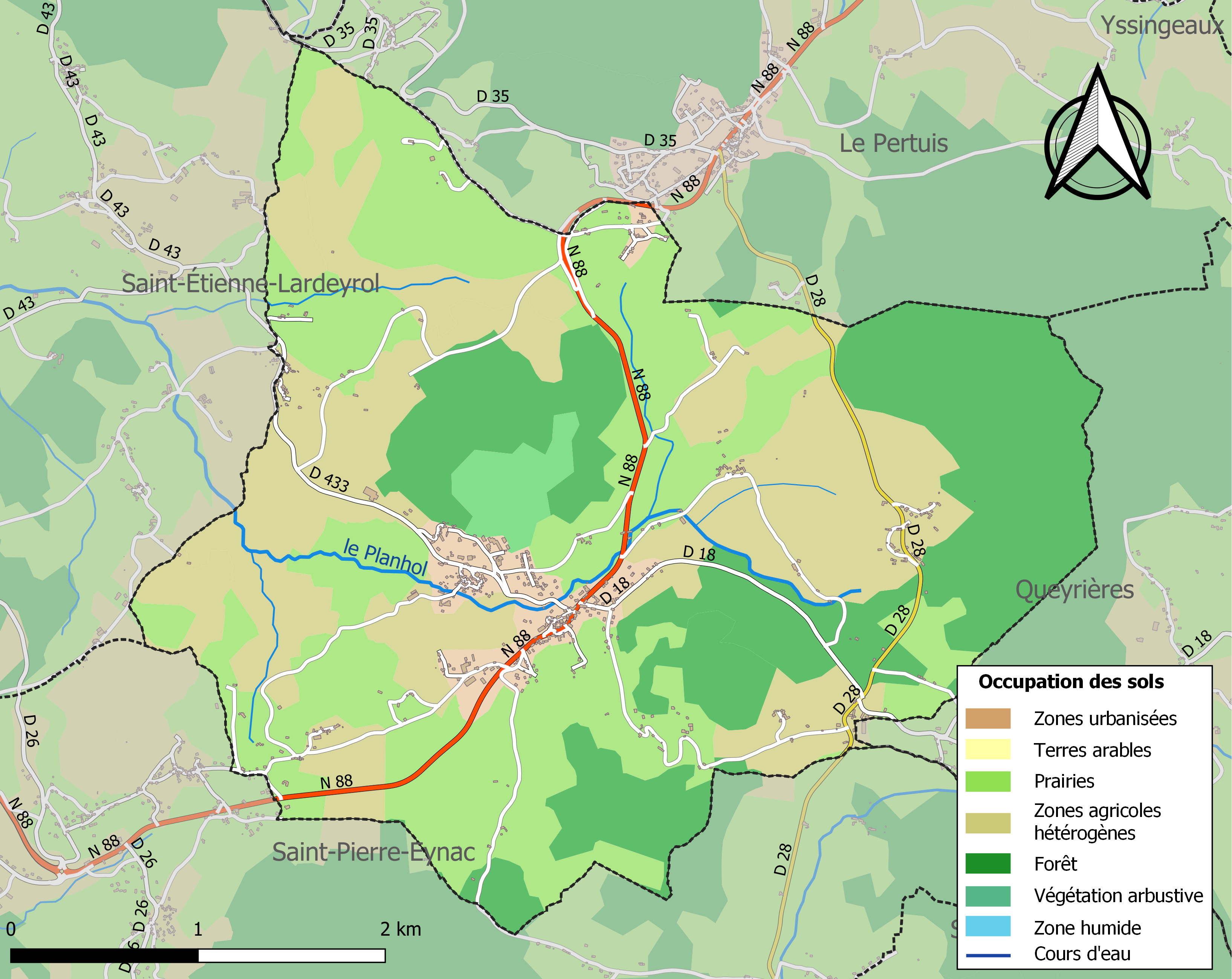
Carte des infrastructures et de l'occupation des sols de la commune en 2018 (CLC).

### Habitat et logement
En 2018, le nombre total de logements dans la commune était de 437, alors qu'il était de 408 en 2013 et de 379 en 2008.
Parmi ces logements, 68,3 % étaient des résidences principales, 14,4 % des résidences secondaires et 17,3 % des logements vacants. Ces logements étaient pour 90,9 % d'entre eux des maisons individuelles et pour 8,7 % des appartements.
Le tableau ci-dessous présente la typologie des logements à Saint-Hostien en 2018 en comparaison avec celle de la Haute-Loire et de la France entière. Une caractéristique marquante du parc de logements est ainsi une proportion de résidences secondaires et logements occasionnels (14,4 %) inférieure à celle du département (16,1 %) mais supérieure à celle de la France entière (9,7 %). Concernant le statut d'occupation de ces logements, 77 % des habitants de la commune sont propriétaires de leur logement (75,1 % en 2013), contre 70 % pour la Haute-Loire et 57,5 pour la France entière.
| Typologie                                               | Saint-Hostien | Haute-Loire | France entière |
| ------------------------------------------------------- | ------------- | ----------- | -------------- |
| Résidences principales (en %)                           | 68,3          | 71,5        | 82,1           |
| Résidences secondaires et logements occasionnels (en %) | 14,4          | 16,1        | 9,7            |
| Logements vacants (en %)                                | 17,3          | 12,4        | 8,2            |

## Toponymie
Anciennes mentions : Parochia S. Ustiani (1224), Prior S. Sustiani (1310), Prior S. Hostiani prope castrum de Lardayrol (1319), Saint-Sustia (1468), Sainct-Sustie (1534), Sainct-Sustien en Vellay (1547), Sainct-Heustien (1549), Sainct-Hestien (1585), Sainct-Hustion (1633), Saint-Ostien (XVIIIe siècle). Au cours de la période révolutionnaire de la Convention nationale (1792-1795), la commune a porté le nom de Mont-Pigier.
Selon le toponymiste Ernest Nègre, Saint-Hostien vient de l’occitan sant et du nom Ostianus.

## Histoire
Au XVe siècle est bâti le château de Champ, maison forte remaniée et agrandie aux XVIe et XVIIe siècles.
En 1852, la commune du Pertuis est créée à partir d'une portion du territoire communal.

## Politique et administration

### Découpage territorial
La commune de Saint-Hostien est membre de la communauté d'agglomération du Puy-en-Velay, un établissement public de coopération intercommunale (EPCI) à fiscalité propre créé le 26 décembre 2016 dont le siège est à Le Puy-en-Velay. Ce dernier est par ailleurs membre d'autres groupements intercommunaux.
Sur le plan administratif, elle est rattachée à l'arrondissement du Puy-en-Velay, au département de la Haute-Loire, en tant que circonscription administrative de l'État, et à la région Auvergne-Rhône-Alpes.
Sur le plan électoral, elle dépend du canton d'Emblavez-et-Meygal pour l'élection des conseillers départementaux, depuis le redécoupage cantonal de 2014 entré en vigueur en 2015, et de la première circonscription de la Haute-Loire   pour les élections législatives, depuis le redécoupage électoral de 1986.

### Administration municipale
Le nombre d'habitants au dernier recensement étant compris entre 500 et 1 499, le nombre de membres du conseil municipal est de quinze.

### Liste des maires
| Période                                  | Période    | Identité            | Étiquette     | Qualité             |
| ---------------------------------------- | ---------- | ------------------- | ------------- | ------------------- |
| Les données manquantes sont à compléter. |            |                     |               |                     |
| mars 1983                                | mars 2008  | Gustave Alirol      | Parti occitan | Professeur de droit |
| mars 2008                                | mars 2014  | Rolande Touron      |               |                     |
| mars 2014                                | mars 2016  | Isabelle Verdun     |               |                     |
| mars 2016                                | avril 2016 | délégation spéciale |               |                     |
| 23 avril 2016                            | En cours   | Isabelle Verdun     |               |                     |

## Population et société

### Démographie

#### Évolution démographique
L'évolution du nombre d'habitants est connue à travers les recensements de la population effectués dans la commune depuis 1793. Pour les communes de moins de 10 000 habitants, une enquête de recensement portant sur toute la population est réalisée tous les cinq ans, les populations de référence des années intermédiaires étant quant à elles estimées par interpolation ou extrapolation. Pour la commune, le premier recensement exhaustif entrant dans le cadre du nouveau dispositif a été réalisé en 2005.

En 2022, la commune comptait 694 habitants, en évolution de −6,85 % par rapport à 2016 (Haute-Loire : +0,36 %, France hors Mayotte : +2,11 %).
| 1793  | 1800  | 1806  | 1821  | 1831  | 1836  | 1841  | 1846  | 1851  |
| ----- | ----- | ----- | ----- | ----- | ----- | ----- | ----- | ----- |
| 1 482 | 1 129 | 1 711 | 1 646 | 1 738 | 1 828 | 1 960 | 1 997 | 1 110 |

| 1856  | 1861  | 1866  | 1872  | 1876  | 1881  | 1886  | 1891  | 1896  |
| ----- | ----- | ----- | ----- | ----- | ----- | ----- | ----- | ----- |
| 1 150 | 1 153 | 1 222 | 1 234 | 1 309 | 1 249 | 1 391 | 1 310 | 1 271 |

| 1901  | 1906  | 1911  | 1921  | 1926 | 1931 | 1936 | 1946 | 1954 |
| ----- | ----- | ----- | ----- | ---- | ---- | ---- | ---- | ---- |
| 1 139 | 1 147 | 1 076 | 1 007 | 866  | 812  | 750  | 700  | 681  |

| 1962 | 1968 | 1975 | 1982 | 1990 | 1999 | 2005 | 2006 | 2010 |
| ---- | ---- | ---- | ---- | ---- | ---- | ---- | ---- | ---- |
| 663  | 581  | 514  | 541  | 578  | 578  | 613  | 613  | 684  |

| 2015 | 2020 | 2022 | - | - | - | - | - | - |
| ---- | ---- | ---- | - | - | - | - | - | - |
| 742  | 697  | 694  | - | - | - | - | - | - |

#### Pyramide des âges
La population de la commune est relativement jeune.
En 2018, le taux de personnes d'un âge inférieur à 30 ans s'élève à 35,2 %, soit au-dessus de la moyenne départementale (31 %). À l'inverse, le taux de personnes d'âge supérieur à 60 ans est de 26,6 % la même année, alors qu'il est de 31,1 % au niveau départemental.
En 2018, la commune comptait 365 hommes pour 371 femmes, soit un taux de 50,41 % de femmes, légèrement inférieur au taux départemental (50,87 %).
Les pyramides des âges de la commune et du département s'établissent comme suit.
| Hommes | Classe d’âge | Femmes |
| ------ | ------------ | ------ |
| 1,5    | 90 ou +      | 3,2    |
| 6,3    | 75-89 ans    | 8,6    |
| 15,9   | 60-74 ans    | 17,6   |
| 19,1   | 45-59 ans    | 19,5   |
| 19,1   | 30-44 ans    | 18,8   |
| 15,2   | 15-29 ans    | 12,8   |
| 22,9   | 0-14 ans     | 19,6   |

| Hommes | Classe d’âge | Femmes |
| ------ | ------------ | ------ |
| 0,9    | 90 ou +      | 2,5    |
| 8,4    | 75-89 ans    | 11,7   |
| 20,4   | 60-74 ans    | 20,5   |
| 21,3   | 45-59 ans    | 20,3   |
| 16,8   | 30-44 ans    | 16,3   |
| 15,2   | 15-29 ans    | 13,2   |
| 17     | 0-14 ans     | 15,6   |

## Économie

### Revenus
En 2018, la commune compte 281 ménages fiscaux, regroupant 680 personnes. La médiane du revenu disponible par unité de consommation est de 21 600 € (20 800 € dans le département).

### Emploi
| Division       | 2008  | 2013  | 2018  |
| -------------- | ----- | ----- | ----- |
| Commune        | 5,5 % | 6,6 % | 4,9 % |
| Département    | 6,3 % | 7,7 % | 7,7 % |
| France entière | 8,3 % | 10 %  | 10 %  |

En 2018, la population âgée de 15 à 64 ans s'élève à 429 personnes, parmi lesquelles on compte 78,4 % d'actifs (73,5 % ayant un emploi et 4,9 % de chômeurs) et 21,6 % d'inactifs,. Depuis 2008, le taux de chômage communal (au sens du recensement) des 15-64 ans est inférieur à celui de la France et du département.
La commune fait partie de la couronne de l'aire d'attraction du Puy-en-Velay, du fait qu'au moins 15 % des actifs travaillent dans le pôle,. Elle compte 164 emplois en 2018, contre 182 en 2013 et 174 en 2008. Le nombre d'actifs ayant un emploi résidant dans la commune est de 319, soit un indicateur de concentration d'emploi de 51,5 % et un taux d'activité parmi les 15 ans ou plus de 58,8 %.
Sur ces 319 actifs de 15 ans ou plus ayant un emploi, 43 travaillent dans la commune, soit 14 % des habitants. Pour se rendre au travail, 93,4 % des habitants utilisent un véhicule personnel ou de fonction à quatre roues, 0,6 % les transports en commun, 2,8 % s'y rendent en deux-roues, à vélo ou à pied et 3,2 % n'ont pas besoin de transport (travail au domicile).

## Culture locale et patrimoine

### Lieux et monuments

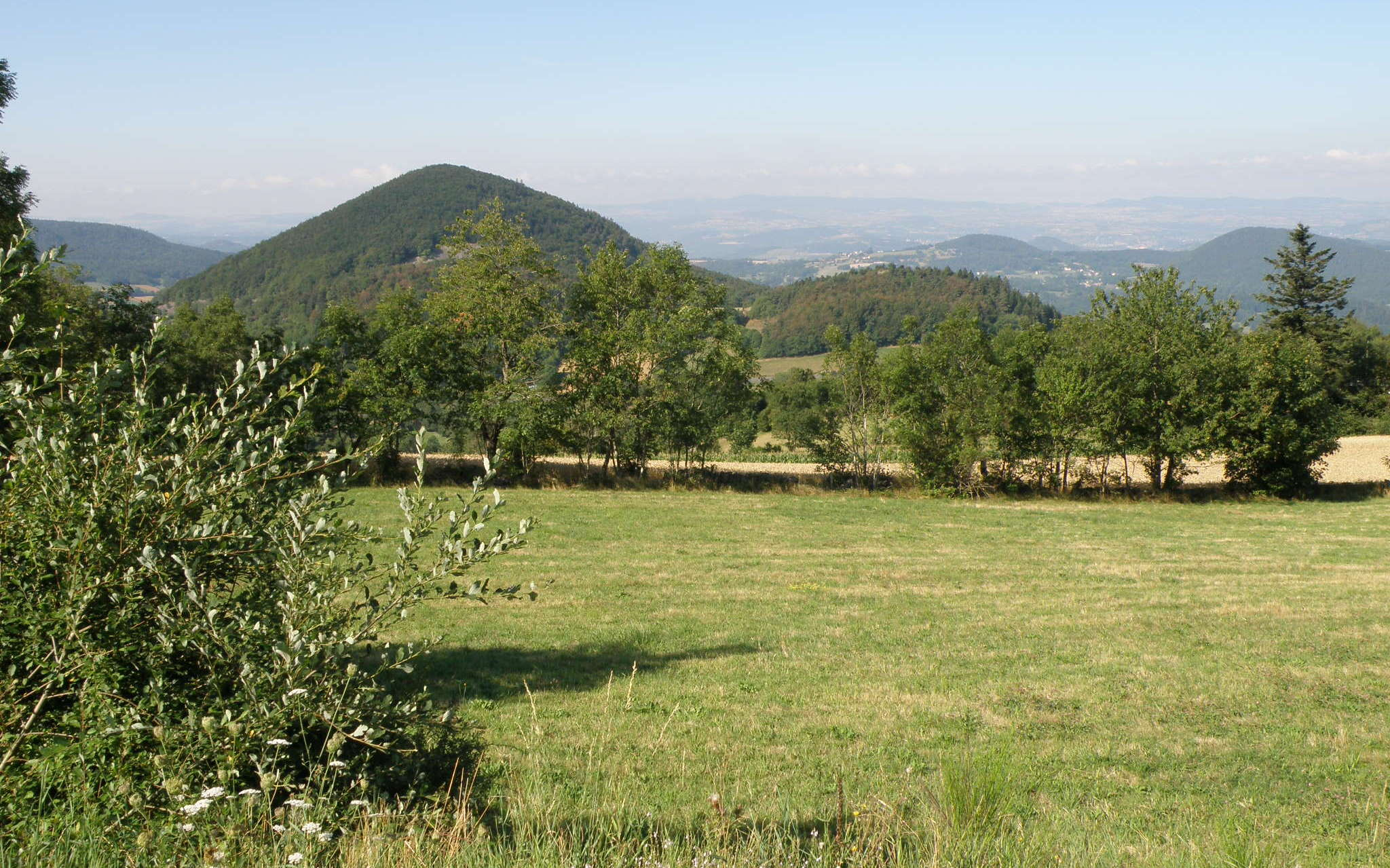
À gauche, le flanc nord-est du mont Pigier.

- Château de Champ, ancienne maison forte bâtie au XVe siècle, au nord-est du village, pour assurer le contrôle du col du Pertuis. Typique des maisons fortes de la région, elle consiste en un corps de bâtiment de plan rectangulaire, muni d’échauguettes à ses quatre angles ; une tour isolée à l’angle nord-ouest et, suppose-t-on, une douve autrefois remplie d’eau complétaient le système défensif. Un corps de logis Renaissance fut ajouté aux XVIe et XVIIe siècles. (Inscription au titre des monuments historiques 1978, à nouveau 1998[26].)
- Église Saint-Hostien, le clocher, qui se dresse en campanile isolé en face de la façade occidentale de l’église elle-même, est une tour qui faisait partie jadis d’un prieuré bénédictin fondé au XIIe siècle, et dont il est le seul vestige, le reste ayant été dévasté au XVIe siècle, durant les guerres de religion ; l’une des trois cloches qu’elle porte, fondue en 1874, pèse 650 kg. L’église actuelle, à l’écart de son clocher, fut érigée au début du XIXe siècle. Ses devancières furent détruites à la Révolution.